# Virgen del jilguero
La Virgen del jilguero (en italiano Madonna del cardellino) es una pintura del artista renacentista italiano Rafael Sanzio, datada hacia 1506. Es una pintura al óleo sobre tabla con unas dimensiones de 107 centímetros de alto por 77 cm de ancho. Se conserva en la Galería Uffizi de Florencia, Italia.

## Historia
La Virgen del jilguero fue realizada durante la estancia de Rafael en Florencia, y fue un regalo de bodas para su amigo Lorenzo Nasi. El 17 de noviembre de 1548 la casa de Nasi quedó destruida por un terremoto, y la pintura se partió en diecisiete fragmentos. Del rápido daño, escribe Giorgio Vasari en el año 1568: «Encontraron las piezas entre el mortero de las ruinas. Fueron donde Battista, hijo de Lorenzo, muy amante del arte, para que la rehiciera de la mejor manera que pudiese». Fue restaurada poco después, pero el daño aún resulta visible.
Los análisis con rayos X permitieron ver las fracturas entre las piezas, rellenas por nueva pintura. La esquina inferior izquierda fue completamente rehecha, así como un rectángulo correspondiente a la pierna de Jesús.
Entre el año 2000 y el 2002 se hicieron investigaciones para una nueva restauración, terminada en 2005.
El cuadro fue sometido a una reflectografía infrarroja, que puso en evidencia un dibujo preliminar a escala 1:1. Las diferencias respecto a la obra acabada en las figuras son pocas y no decisivas; más importantes son las relativas al paisaje.
El puente a la derecha era del todo inventado, sin trazos de polvo, mientras que a la izquierda debían aparecer una torre y un edificio cilíndrico, que en el cuadro se han transformado en un espacio abierto.
Otras diferencias son las que se refieren al escote del traje de la Virgen, que en el cartón era más mórbido y no cuadrado, y en la oreja de Juan Bautista, que resulta en una posición más alta.

## Análisis
En esta pintura, como en la mayor parte de las Vírgenes de su periodo florentino, Rafael colocó las tres figuras (la Virgen María, el Niño Jesús —a la derecha— y san Juan) dentro de un dibujo geométrico. Aunque las posiciones de los tres cuerpos son naturales, juntos forman un triángulo prácticamente regular.
La Virgen sostiene un libro, lo que permite identificarla como Sedes Sapientiae («Asiento de la Sabiduría»). El jilguero es un símbolo de la futura muerte violenta de Cristo. San Juan ofrece el jilguero a Cristo como advertencia en relación con su futuro.
La influencia leonardesca se evidencia en muchos rasgos de la obra, como la estructura piramidal y el claroscuro. También se nota en la oscuridad del terreno y en el tratamiento atmosférico del paisaje del fondo, que se pierde en las brumas del horizonte. Los rostros del Bautista y de Cristo tienen una impronta inconfundiblemente leonardesca en el esfumado que les rodea y en los rasgos somáticos.